# Germanistik
Germanistik är den ursprungligen tyska, men också internationellt använda, beteckningen för tysk språk- och litteraturvetenskap, det vill säga de två forskningsområden och det universitetsämne som i Sverige av historiska skäl går under namnet tyska. Motsvarande ämne vid Åbo Akademi heter germansk filologi. 
Även i Sverige ser man begreppet germanistik ibland (inte sällan används det för att avgränsa universitets- och i synnerhet forskningsämnet från skolämnet tyska); oftare förekommer yrkesbeteckningen germanist. Formellt blir de nydisputerade i ämnet emellertid filosofie doktorer i tyska (eventuellt med tillägget "med språkvetenskaplig (/litteraturvetenskaplig) inriktning").

## Germanistisk forskning i Sverige
Den svenska germanistiken hade länge och väl sin tyngdpunkt inom språkvetenskapen. I synnerhet har det språkhistoriska fältet traditionellt dominerat forskningen, men där har ett tydligt skifte ägt rum under de senaste årtiondena: idag undersöks även den samtida tyskan och till exempel andraspråksinlärning i hög utsträckning.  
Under samma tid som denna förskjutning ägde rum, har även litteraturvetenskapen vunnit terräng inom ämnet; här var tyska institutionen vid Stockholms universitet föregångare. Litteraturvetenskapen utgör idag en helt separat inriktning inom den germanistiska forskarutbildningen i Stockholm, Göteborg och Växjö. Litterära kontakter mellan Sverige och Tyskland har i olika former varit ett ofta återkommande undersökningsobjekt i Stockholm, medan forskning kring samtidsprosa och det tidiga 1900-talets dramatik dominerar i Göteborg. Även vid Uppsala universitet bedrivs forskning i större utsträckning inom tysk litteraturvetenskap.

## Några personer med bakgrund inom germanistiken
- Jacob Grimm och Wilhelm Grimm, tyska språk- och litteraturvetare, ses som germanistikens grundare, initiativtagare till det gigantiska ordboksprojektet Deutsches Wörterbuch, allmänt kända som upptecknare av tyska folksagor
- Erik Wellander, svensk språkvetare, verksam som språkvårdare, författare till Riktig svenska
- Birgit Stolt, svensk språkvetare, även författare till en Luther-biografi
- Käte Hamburger, tysk litteraturvetare och filosof
- Claudio Magris, italiensk litteraturvetare, även essäist, författare bland annat till Donau
- Synnöve Clason, norsk-svensk litteraturvetare
- Per Landin, svensk litteraturvetare, verksam som kulturjournalist
- Birgitta Almgren, svensk professor emerita i tyska, som i sin forskning fokuserat på svensk-tyska relationer under 1900-talet.